# Бикова Єлизавета Іванівна
Єлизаве́та Іва́нівна Би́кова (4 листопада 1913, село Боголюбово нині Володимирскої області — 8 березня 1989 Москва) — третя в історії чемпіонка світу з шахів (1953—56, 1958—62), заслужений майстер спорту (1953), міжнародний гросмейстер (1976); економіст-плановик, журналіст.

## Перемоги та нагороди
Першого успіху досягла в чемпіонаті Москви (1937, 3-е місце); шестиразова чемпіонка Москви (у 1938—52) і триразова чемпіонка СРСР (1947, 1948, 1950). У роки німецько-радянської війни виступала в московських госпіталях з лекціями про шахи і сеансами одночасної гри.
У 1953 році виграла матч на першість світу у Л. В. Руденко з рахунком 8:6. В кінці 50-х — початку 60-х рр. в Москві зіграла 3 матчі на першість світу (у 1958 і 1960 виграла у О. М. Рубцової і К. О. Зворикіної). Виступала в московських турнірах до кінця 70-х .
Нагороджена орденом «Знак Пошани».